# Vesna Teršelič
Vesna Teršelič (ur. 1962 w Lublanie) – chorwacka pacyfistka.
Była założycielką i koordynatorką kampanii antywojennej w Chorwacji. W 1998 roku została nagrodzona Alternatywną Nagrodą Nobla (Right Livelihood Award) wraz z Katariną Kruhonja z Centrum Pokoju, Nieagresji i Praw Człowieka w Osijek. Byli zaszczyceni za swoje zaangażowanie w długoterminowy proces pokojowy i pojednanie w sensie demokratycznego i tolerancyjnego społeczeństwa.
Vesna Teršelič jest także założycielem i dyrektorem Documenta - Centrum Przeglądu Przeszłości z siedzibą w Chorwacji.
Zdobyła także doświadczenie jako koordynator ds. Kryzysu, zwłaszcza w Bośni i Hercegowinie, Kosowie i Kirgistanie.